# Refuge d'oiseaux de l'Île Bylot
Le refuge d'oiseaux de l'Île Bylot (anglais : Bylot Island Migratory Bird Sanctuary) est une aire protégée du Canada et l'un des 11 refuges d'oiseaux migrateurs du territoire du Nunavut. Il protège la totalité de l'île Bylot qui comprend des sites de nidification pour de nombreux oiseaux, dont le Guillemot de Brünnich et l'Oie des neiges. Il est administré par le service canadien de la faune. Celui-ci superpose le parc national Sirmilik.